# Милан (Охайо)
Вижте пояснителната страница за други значения на Милан.
Милан (на английски: Milan) е село в щата Охайо, Съединените американски щати.
Основано е през 1817 г. От 1839 до 1868 г. е важно пристанище, свързано с канал с разположеното на 12 km разстояние езеро Ери. Населението му е 1335 души (по приблизителна оценка от юли 2017 г.).
В Милан е роден изобретателят Томас Едисън (1847 – 1931).